# Убийство Джанет Марч

Джанет Марч

Джанет Левин Марч (20 февраля 1963 года — ?) — иллюстратор детской литературы из города Форест-Хилс (Теннесси, США), которая, по заявлению её мужа и матери, пропала без вести 29 августа 1996 года. Перри Марч сообщил полиции, что в последний раз видел свою жену после их ссоры в ночь на 15 августа, когда она собрала вещи и уехала в отпуск на 12 дней в неизвестном направлении. После этого её никто больше не видел.
Машину Джанет обнаружили в соседнем жилом комплексе через неделю после сообщения полиции. Вероятно, она простояла там уже не один день. Другие улики указывали на ложные показания Перри об отъезде супруги, поскольку он попытался избавиться от некоторых предметов. Полиция вскоре переквалифицировала дело в разряд убийств, несмотря на отсутствие тела Джанет, и объявила Перри подозреваемым. Вскоре после этого он с двумя детьми вернулся в родной район Чикаго. Когда родственники Джанет добились через суд права видеться с детьми, Перри бежал в Мексику к своему отцу Артуру Марчу, отставному фармацевту армии США. Дело привлекло внимание национальных СМИ, в частности было предметом двух эпизодов сериала «48 часов» на CBS News.
В последующие несколько лет Перри судился с родственниками жены за имущество Джанет и право опеки над детьми. Джанет объявили мёртвой в 2000 году. Полиция Нэшвилла продолжила расследование этого дела и обнаружила дополнительные доказательства причастности Перри к убийству. В конце 2004 года большое жюри предъявило ему обвинение в убийстве и ряд других обвинений, связанных с её смертью. Решение держалось полицией в секрете до следующего года, когда подозреваемого смогли арестовать в Мексике и экстрадировать в Теннесси, чтобы он мог предстать перед судом. Полиция узнала о его планах совместно с отцом и другими заключёнными убить родственников жены. Артур согласился сотрудничать со следствием и дал показания против своего сына в надежде сократить срок заключения. Он сообщил, что помог Перри перевезти тело Джанет в Кентукки, однако не вспомнил, в какое конкретное место, отчего её тело так и не обнаружили. Просьба Артура о смягчении наказания была отклонена, и он скончался в федеральной тюрьме вскоре после начала отбывания приговора.
Перри осудили по всем статьям в 2006 году, несмотря на отсутствие тела Джанет. Он безуспешно обжаловал обвинительный приговор в суде штата, утверждая, что некоторые доказательства были собраны в нарушение его конституционных прав. Федеральная апелляционная коллегия рассмотрела более позднюю просьбу о применении правила хабеас корпус. Она согласилась с тем, что в деле были некоторые нарушения, но это не отменяло законности наказания. Коллегия нашла достаточными доказательства вины Перри и сочла допущенные недочёты незначительными. В 2015 году Верховный суд США отклонил ходатайство нижестоящего суда о пересмотре дела Перри. Он настаивал на своей невиновности в ходе всего дела и в настоящее время отбывает свой 56-летний срок в исправительной колонии округа Морган, Теннесси.

## Предыстория
Джанет и Перри познакомилась в начале 1980-х годов во время учёбы в Мичиганском университете. И Джанет, и Перри получили начальное образование в частных еврейских школах.

### Перри и Артур Марчи
Перри Аврам Марч родился в 1961 году. Его дед, Пол Маркович,  — румынский иммигрант еврейского происхождения, жил в Восточном Чикаго, штат Индиана. Был женат на американке. Отец Перри, Артур, работал аптекарем. Армия США часто призывала его на службу из резерва, когда он работал в администрации здравоохранения. Деловоды постоянно писали его фамилию с опечаткой. В итоге в 1956 году он сменил свою фамилию на Марч. У его жены Ципоры также были восточноевропейские корни. Она родилась в Израиле в семье эмигрантов из Минска. Помимо Перри, у пары было ещё двое детей.
В 1970 году Ципора умерла при не выясненных до конца обстоятельствах. Её муж сказал, что смерть супруги была результатом анафилактического шока, вызванного пропоксифеном. Она принимала это лекарство для облегчения боли от травмы головы. Однако в её государственном и городском свидетельствах о смерти говорится, что смерть наступила в результате случайной передозировки. Ходили слухи, что Ципора покончила с собой. Врачи по этому поводу решили проконсультироваться с журналистом из Нэшвилла, освещавшим это дело. В итоге медики сказали, что Ципора, скорее всего, сама приняла смертельную дозу пропоксифена, что и вызвало анафилактический шок. Этот диагноз стал правдоподобным прикрытием, так как в те времена самоубийства у себя дома часто официально списывали на несчастные случаи..
Марчи переехали в свой загородный дом в Мичиане, штат Мичиган. Артур отправил Перри в школу Ла Люмьер в Ла Порте, штат Индиана, где он также занимался лёгкой атлетикой. В свободное время он брал уроки каратэ. Со временем получил чёрный пояс первой степени. Артур Марч ушёл в отставку в 1978 году в звании подполковника, после этого пенсия была его главным источником дохода.
Окончив школу с отличием, Перри решил поступить в Мичиганский университет. Из-за нехватки средств ему пришлось выбрать более дешёвый вариант. В Университете Мичигана цена за учёбу для Перри, как для жителя штата была меньше. Его также заинтересовала университетская программа азиатских исследований, и он выбрал её в качестве профильной дисциплины. Те, кто знал его в университете, говорили о «шероховатостях» в его характере. Во время расследования убийства одногруппница Перри заявила, что однажды он ударил её в лицо. Перри этот факт отрицал.

### Джанет Левин
Джанет Гейл Левин родилась в 1963 году в семье Лоуренса и Кэролин Левин. Её отец родом из Нью-Йорка, получил учёную степень в области права в Мичиганском университете. Лоуренс Левин практиковал в сфере страховой защиты. В итоге он открыл фирму Levine, Orr and Geracioti, став известным юристом в городе. Он пользовался уважением в еврейской общине города. Джанет была второй из трёх детей в семье. Она хотела стать художником, иллюстрировать журналы. В старших классах она уже выставляла свои работы в городских ресторанах и в Еврейском общинном центре. В университетской школе Нэшвилла Джанет была вице-президентом класса. После окончания школы она также поступила в альма-матер отца.
Её друзья говорили о ней, как о стереотипном художнике, увлечённом искусством. Она, как стало известно, часто уезжала в Чикаго за покупками без предупреждения. Друг отметил, что она спроектировала прототип складного детского кресла и запатентовала его; однако она никогда не пыталась преследовать коммерческие перспективы. Она часто «забывалась и опаздывала», но друзья терпели её оплошности за её хорошие качества. Тем не менее, они также сказали, что с ней в гневе бывало трудно справиться.

### Свадьба Марчей
В Мичиганском университете Джанет изучала искусство. На втором курсе соседка по комнате познакомила её с Перри Марчем. Джанет проспала первое свидание. Они договаривались пойти в синагогу кампуса на службу Рош ха-Шана. Тем не менее со временем пара стала неразлучной.
После окончания университета Перри отправился в Чикаго, где планировал работать фьючерсным брокером на Oppenheimer Holdings. Джанет последовала за ним, поступив в школу при Чикагском художественном институте. Вскоре она стала тосковать по дому и уговорила родителей оплатить обучение Перри в школе права Университета Вандербильта. Он успешно закончил учёбу, помимо которой также участвовал в издании журнала Vanderbilt Law Review. Одноклассники вспоминали его как напористого конкурента и жёсткого переговорщика, который был сосредоточен на финансовом успехе. Они шутили между собой, что его, наверное, когда-нибудь обвинят в мошенничестве с ценными бумагами.
Пара поженилась в 1987 году. Джанет, не дождавшись предложения от Перри, сама предложила ему руку и сердце, стоя на колене в Парке Перси Уорнер. Её родители купили молодожёнам дом в престижном районе города. Год спустя Перри окончил университет и, несмотря на предложения от известных нью-йоркских - фирм, устроился на работу в нэшвилльскую компанию Bass, Berry & Sims, специализирующуюся на финансовом праве. Там он стал одним из первых сотрудников-евреев, на фирме работали преимущественно белые американцы-протестанты. Джанет начала иллюстрировать детские книги. Их первый ребёнок, сын по имени Самсон, родился в 1990 году. Дочь Ципора появилась на свет в 1994 году.
Тем временем Артур Марч также переехал в Нэшвилл. Его дом в Мичигане был арестован и выставлен на аукцион за долги. Лоуренс Левин купил недвижимость у банка и сдал её в аренду своему свату. Артур позже сказал, что Лоуренс позволил ему жить в доме и какое-то время не взимал арендную плату. Но затем он посоветовал ему переехать в Нэшвилл, чтобы тот был ближе к сыну и внуку. Тем не менее, по документам округа Берриэн, Левин разорвал договор аренды за невыплату арендной платы в начале 1987 года и продал дом через год. Когда Артур приехал в Нэшвилл, Левины позволили ему жить в их доме и одолжили деньги, чтобы тот обжился. Тем не менее, он объявил о банкротстве в 1991 году. Он часто рассказывал новым соседям, что ушёл из армии в звании полковника, служил в «Зелёных беретах» и участвовал в миссиях спецназа в Израиле. Это заявление противоречит официальным документам о его службе.

### Семейные проблемы 1990-х годов
В том же году, когда его отец обанкротился (1991), Перри также начали преследовать неудачи в карьере. Помощница юриста (паралегал) в Bass Berry обнаружила на своём столе первое письмо из серии сообщений, написанных тайным поклонником. Он хвалил её тело, сказал, что оно его пленило. Он долго воображал, что делает ей куннилингус. Автор признался, что женат и что раньше не понимал изменников, хотя делает это сейчас. Тем не менее, он всё ещё любил свою жену, и измена разбила бы ей сердце. «У брака есть особенность делать секс временами скучным, обыденным и устаревшим», — писал он .
Последующие записки были выдержаны в том же духе, и адресат сообщила о них руководству фирмы. С помощью следователя они установили в библиотеке фирмы скрытую камеру, снимавшую секцию с литературой по налоговому праву. Там автор попросил её оставить записку, если она захочет выйти на контакт. Автором записок оказался Перри. В итоге ему поставили ультиматум: либо он уйдёт сам, либо его уволят. Паралегал рассердилась, что фирма не торопила Марча с выбором, и уволилась, вернувшись из отпуска. Вскоре после этого Марч также был уволен. Чтобы избежать судебного разбирательства, он согласился выплатить женщине 25000 долларов в течение следующих четырёх лет: первые 12500 долларов  в качестве ежемесячных платежей, а вторую половину — паушальной суммой в конце срока. Он скрывал эти выплаты от Джанет. Вскоре после этого к Джанет стал приходить брачный консультант.
К 1993 году Перри признался тёще, что у пары возникли проблемы в браке. Тёща фактически заменила ему мать, так как свою родную мать он похоронил ещё в детстве. Перри продолжил карьеру в фирме тестя, где представлял нескольких местных богатых клиентов, в частности владельцев ночных клубов. Иногда он оказывал бесплатную правовую помощь еврейскому общинному центру города, в котором он также был членом Совета. Джанет продолжила свою художественную карьеру, часто обедала в местных ресторанах, где работала со своей эскизной площадкой. Она отстранилась от своих друзей и не обсуждала с ними подробности своих личных отношений, хотя некоторые замечали её подавленное состояние.
В следующем году Джанет родила дочь и назвала её в честь своей свекрови Ципорой (последняя умерла задолго до свадьбы - Марчей). Семья решила переехать в более просторный дом, для чего купила 1,6 га земли в богатом пригороде Форест-Хилс на южной окраине города. В 1995 году они потратили 650000 долларов на строительство дома площадью 490 м². Проект разработала Джанет. Дом планировалось построить из камня в стиле, представлявшем собой смесь французского и кантри. Строительные подрядчики охарактеризовали Джанет, которая контролировала работу, как тяжёлого человека. По их словам, при малейшем споре Джанет угрожала пожаловаться мужу или отцу, у которого были документы на дом. Когда по её просьбе вмешивался Перри, то подрядчики отмечали, что он зачастую был более рассудительным.

### 1996 год
После переезда супружеские проблемы Марчей усугубились. Перри начал посещать психиатра. Джанет иногда ходила с ним, а также сама записалась на индивидуальные сеансы. Тем не менее Перри часто не ночевал дома. Несколько друзей позже заявили, что видели его в компании других женщин. Также выяснилось, что Перри просил у своего клиента, владевшего популярным ночным клубом в центре Нэшвилла, разрешения переехать в его пустующий кондоминиум.
Находясь дома, Перри часто спорил с Джанет, даже при детях. Это вынудило Кэролин сказать зятю, что ему придётся покинуть дом, если это продолжится. Перри ответил ей, что Джанет думает о разводе. В течение лета они снова начали ходить к психиатру, который, видя, как супруги столь сильно спорят между собой даже в его кабинете, предложил паре пожить раздельно. Позже Перри сказал, что он арендовал дом, но ещё не переехал туда. На одном из своих последних сеансов Перри вспомнил, что Джанет спросила его, сказал ли он психиатру о причине ухода из Bass Berry. Ранее он объяснил психиатру, что его уволили из-за конфликта с коллегой.
Сосед Перри вспомнил в интервью The New York Times, что у него «был очень плохой нрав». Перри начал ругаться с пожилым соседом и кричал на других людей, которые подошли к его новому дому. В середине августа он оплатил первые 12500 долларов бывшей паралегал Bass Berry. Тогда же он написал ей письмо, в котором сообщил о проблемах с деньгами и попросил разрешения подождать со следующими выплатами до октября.
Возможно, Джанет наконец решилась на развод. Уборщица Марчей Денин Бирд вспомнила, что в 1996 году видела книгу о разводе на ночном столике Джанет. Как припоминала потом детская няня, Элла Гольдшмид, приходившая два раза в неделю, 14 августа, Джанет была более замкнутая, чем всегда. Обычно они с Джанет подолгу беседовали, но в этот раз она сказала, что будет работать за компьютером весь день, и закрыла дверь в свой кабинет. Гольдшмид утверждала, что Джанет никогда так не делала раньше. На следующий день друзья Джанет, которые виделись с ней, тоже говорили, что она казалась рассеянной и немного боялась Перри. На 16 августа Джанет и Кэролин назначили встречу с адвокатом по бракоразводным делам.

## Исчезновение
Днём 15 августа в дом Марчей пришли два краснодеревщика, которые работали над обустройством здания. Они должны были выполнить гарантийные работы: установить две кухонные столешницы и затянуть кран. Джанет внимательно следила за ними, в то время как Перри играл с детьми. Они завершили свою работу в течение часа и ушли. Именно мебельщики стали последними не родными людьми, которые видели Джанет живой.
Перри, который предыдущие две недели в основном ночевал в отелях, рассказал, что в тот вечер они с Джанет уложили детей в постель и снова начали спорить. Около восьми часов вечера он сказал, что ему предложили переночевать в гостинице. Она, в свою очередь, заявила, что уезжает на короткий отпуск, но не сказала, куда. По словам Перри, она упаковала вещи в две сумки и чемодан и уехала на своём сером «Volvo 850». При себе она имела паспорт, 1500 долларов наличными и пакет с марихуаной. Джанет оставила мужу список заданий на время своего отсутствия и покинула дом около 8:30 вечера.
Вскоре после девяти вечера, согласно отчётам, Перри позвонил родным и друзьям, сказав им, что Джанет оставила его и детей. Сначала он позвонил своему брату, а затем сестре, которые всё ещё жили в Большом Чикаго. В десять часов вечера он связался с подругой детства Джанет, Лорел Руммель, в разговоре с ней он также рассказал о супружеских проблемах пары и об уходе Джанет. В полночь он позвонил своим родственникам. Кэролин Левин позже говорила, что поражена ситуацией. Она заявила Перри, что Джанет звонит ей всякий раз, когда возвращается.

### Дальнейшие события и семейное расследование
На следующее утро некоторые посетители дома заметили отсутствие Джанет. Бирд пришла на регулярную уборку дома где-то между 8 и 8:30 утра. Как она позже заявила, казалось, что дом уже был убран, причём Перри попросил её не убирать детскую игровую комнату. Он сказал, что Джанет поехала в Калифорнию в командировку. Когда между 9:30 и 10:00 утра пришла няня Элла Гольдшмид, Перри тоже сказал ей, что Джанет отправилась в Калифорнию, и добавил, что она навещает там своего брата Марка, работавшего в то время юристом в Лос-Анджелесе. Позднее Элла сказала, что всякий раз, когда Джанет выезжала из Нэшвилла, она давала ей знать об этом заранее и оставляла указания.
Бирд закончила уборку и покинула дом до прихода следующего посетителя. Марисса Муди привезла своего сына поиграть с Самсоном Марчем, об этом они с Джанет договорились накануне. Как позднее вспоминала Марисса, когда она приехала около десяти утра, ни Джанет, ни Перри не вышли из дома навстречу. Муди обиделась, поскольку почувствовала, что её держат на расстоянии. Самсон впустил их через кухонную дверь и сказал, что его мамы нет дома.
Самсон, вспоминала Муди, прыгал на свёрнутом восточном коврике, который лежал на полу перед кухней, рядом с игровой комнатой, в которой Перри ранее просил Бирд не прибираться. Муди показалось странным наличие ковра, так как интерьер дома Марчей был довольно строгим, причём пара предпочитала открытые паркетные полы с лёгким покрытием. Через несколько минут Самсон отправился за своим отцом. Перри, по-видимому, не знал о назначенной встрече, но не стал ей препятствовать. Когда около двух часов дня Муди вернулась, чтобы забрать сына, Перри не было дома. Тем временем он обедал с Руммель и обсуждал планы по покупке нового ковра для своего адвокатского бюро. Руммель сказала, что, хотя разговор шёл нормально, Перри иногда эмоционально высказывался о Джанет и был невнимательным.
Первоначально Левины верили рассказу Перри об исчезновении их дочери. После того, как Марисса Муди забрала сына, Перри вернулся домой и отвёз к ней своих детей. Затем он с Лоуренсом Левином отправился в международный аэропорт Нэшвилла, чтобы найти машину Джанет, но поиски не увенчались успехом.
К воскресной ночи, 17 августа, Кэролин Левин начала беспокоиться, так как ранее Джанет надолго не оставляла своих детей без предупреждения. Она хотела позвонить в полицию, но Перри и его брат Рон, который приехал на помощь, убедили Левинов дождаться 12-го дня с момента исчезновения. Именно такой срок отсутствия предполагал список, который Джанет оставила для Перри. В ту ночь Перри также позвонил своему отцу, который к тому времени перебрался в дом в Ахихике, на озере Чапала в мексиканском штате Халиско. Это место стало популярным среди многих американских пенсионеров, особенно бывших военнослужащих, благодаря низким ценам. Артур сказал Перри, что он приедет помочь ему с детьми и отправился в Нэшвилл, прибыв несколько дней спустя. Позже во время судебных тяжб Левины заявили, что 23 августа Перри начал искать адвоката по уголовным делам.
К концу недели как Перри, так и его тесть начали волноваться за Джанет. 25 августа, в конце 12-дневного периода, Самсону исполнялось шесть лет, и никто не верил, что Джанет могла бы пропустить день рождения сына. Члены семьи не смогли найти её сами. Перри хотел сообщить о её исчезновении в полицию, но Левины, как он утверждал, были против, поскольку боялись поставить Джанет в неловкое положение. Они, в свою очередь, позже заявили, что именно Перри не хотел сообщать о случившемся компетентным органам.
Вечеринка по случаю дня рождения Самсона прошла, как и планировалось, 25 августа. Гостям извне семьи сообщили один из вариантов рассказа Перри — якобы Джанет ездила к своему брату в Калифорнию, где заразилась ушной инфекцией и не могла лететь домой, пока не вылечится. Многие позже сказали, что поверили в это.
Артур Марч посетил день рождения своего внука, но на следующий день отправился в Чикаго. Когда Кэролин Левин спросила своего зятя, почему отец уехал, Перри сказал, что у него «большой рот, [и он] рассказывает всё». Позже он воскликнул: «Эта проклятая Джанет разрушила мою жизнь!»; Кэролин никогда раньше не слышала, чтобы Перри говорил так о своей жене. 29 августа, когда прошло уже две недели со дня пропажи, Левины сообщили об исчезновении Джанет в Нэшвиллский полицейский департамент.

### Список Джанет
Семья Джанет нашла список, который супруга якобы оставила Перри: там был перечень дел на время её отсутствия. Список был самой подозрительной деталью в её исчезновении. Хотя Джанет, как и Перри, обычно составляла списки своих указаний, этот список был не похож на остальные. Во-первых, Джанет, по словам её матери, обычно либо писала свои списки от руки, либо диктовала их кому-то, а не печатала их на компьютере. Во-вторых, в письме она использовала исключительно строчные буквы, в то время как в этом списке было стандартное правописание. В-третьих, Джанет обычно ставила дату составления списка в верхней части страницы, в то время как в этом списке дата была внизу, как это обычно делал Перри.
Содержание списка также вызвало вопросы. В нём не было сказано, что на следующий день должна была прийти Марисса Муди. Семья Джанет считала, что она упомянула бы об этом, если бы список написала она. Перри позже оспаривал показания Муди, говоря, что именно он организовал встречу для детей.
Два члена семьи Джанет также позже указали на факты, доказывающие, что список написал Перри. По словам Кэролин Левин, когда она помогла Перри уложить детей в постель в ночь после исчезновения Джанет, она заметила жёлтый блокнот рядом с компьютером Марча. Там был список обязанностей по дому, похожий на список Джанет. В верхней части слова «две недели» были написаны почерком Перри и обведены.
Марк Левин сказал, что, когда он приехал домой к родителям, то спросил у Перри разрешения посмотреть список на его компьютере. Перри согласился, и они на своих машинах отправились в дом в Форест-Хилс. Марк сказал, что Перри ехал очень быстро и прибыл раньше. Когда Марк добрался туда, дверь была заперта, и Перри впустил его только после того, как тот несколько раз позвонил в дверь.
Перри показал ему файл на компьютере. Позднее Марк признал на перекрёстном допросе, что файл был сохранён в 8:17 вечера 15 августа, это согласуется с рассказом Перри о Джанет в тот вечер. Но он нашёл также ещё один файл со списком длиной шесть страниц, с однострочным интервалом и без отступа, который, как представляется, был составлен после ссоры Перри и Джанет. Хотя Перри сказал Марку, что может распечатать список, Марк не знал, как это сделать на компьютере Марчей, а Перри не объяснил. Марк не мог распечатать его в другое время.
Позже полицейский детектив, который изначально расследовал дело, также обратил внимание на необычные временные рамки. 12-дневный период имел бы логику, по его мнению, если бы Джанет вернулась в день рождения Самсона. Но к моменту её предполагаемого исчезновения друзья и родственники разослали приглашения на вечеринку Самсона, которая должна была состояться через два дня. Он не думал, что Джанет намеренно пропустит день рождения сына.

## Полицейское расследование
Получив заявление Левина, детективы проверили местные больницы, а также изучили операции по банковским счетам и кредитной карте Джанет, но не обнаружили ничего, что могло бы помочь в поиске. К этому времени брат Джанет Марк приехал в Нэшвилл из Калифорнии. По его словам, вскоре после получения заявления полицейские прибыли в дом Левинов. Перри, который тоже находился там, был настолько встревожен, что даже не смог с первого раза встать со стула из-за неконтролируемой дрожи. Затем он попросил Марка позвать своего брата Рона.
Первый сдвиг в этом деле произошёл чуть более недели спустя: 7 сентября полиция нашла автомобиль Дженет на парковке в жилом комплексе примерно в восьми километрах от дома. Внутри была большая часть вещей, которые, по словам Перри, Джанет взяла с собой. Детектив, который позже осматривал Volvo, сказал, что кузов был покрыт слоем пыли и пыльцы. Он предположил, что машина уже в течение определённого времени не использовалась для поездок. Это предположение подтверждалось и тем, что под крыльями автомобиля была найдена паутина. Также, сняв шины, детектив обнаружил, что тормозные диски ржавеют. Внутри салона полиция нашла кошелёк с кредитными карточками, паспортом Джанет и 11 долларами; также нашли чемодан с одеждой и небольшую сумку с туалетными принадлежностями. В бардачке находилась 50-долларовая купюра. В машине не было только серого чемодана, который, по словам Перри, Джанет взяла с собой.
Переднее пассажирское сиденье было отодвинуто назад, а сиденье водителя наклонено к рулю. На полу детективы нашли пару белых сандалий Джанет. Позже они рассказали репортёру, что, снимая обувь, хозяйка, скорее, «аккуратно поставила» её, а не отбросила. В чемодан Джанет были упакованы сарафаны, но не были упакованы лифчики — следователи посчитали это необычным. В её туалетной сумке не было ни зубной пасты, ни расчёски.
В тот же день частный следователь, нанятый Левинами, поговорила с Перри. Она отметила, что он говорил о Джанет в прошедшем времени. После разговора она отправилась в жилой комплекс, где нашли машину Джанет, и попыталась расспросить у местных, как эта машина появилась там. Перри, видимо, узнал о действиях следователя и по телефону потребовал, чтобы она отправила ему по факсу список всех опрошенных и их показания.
Через пять дней полиция обыскала Jeep Перри. Обыск проводил тот же детектив, что обыскивал машину Джанет; позже он подтвердил, что образцы волос и кожи были взяты с заднего сиденья. Он признал при перекрёстном допросе, что автомобиль, вероятно, в последнее время не убирался, но в салоне чувствовался запах какого-то чистящего или дезинфицирующего средства.
10 сентября полиция опросила Перри. По свидетельству детектива, Перри нервничал, когда ему сообщили о его праве отказать в доступе к дому. Перри сказал, что как практикующий адвокат понимает свои права. Он написал от руки заявление, в котором описал, что произошло в ночь с 15 августа.
Перри отвёз детей в Чикаго на следующие выходные (14—15 сентября), чтобы провести праздник Рош ха-Шана со своей семьёй. Однако Артура не было с ними, Перри сказал, что тот не может позволить себе поездку. Тем временем полиция получила ордер на обыск дома Марча и 16 марта сообщила его адвокату, что обыск состоится на следующий день. Когда полицейские провели обыск, они обнаружили, что жёсткий диск компьютера был изъят и вывезен из дому.
Полиция также расследовала действия Перри с момента исчезновения Джанет. Они обнаружили, что 21 августа, почти через неделю, он отправился в местный магазин шин и купил новую резину для своего джипа. Владелец магазина сказал полицейским, что колёса Перри были в отличном состоянии, и он не понимал, что его не устраивало. Перри сказал, что требовались шины другого производителя. Отчёты также показали, что до исчезновения Джанет обычно пользовалась только кредитной картой Visa, в то время как Перри оплачивал большую часть своих покупок через MasterCard. Но после исчезновения Джанет не воспользовалась ни одной из карт, а Перри использовал обе.

## Подозрение в отношении Перри Марча
Вскоре после обыска Перри перевёз своих детей в район Чикаго. Он арендовал дом в Уилметте рядом с жильём брата и взял с собой большую часть семейных вещей. Друг Перри, Эндрю Сакс, который 18 сентября помогал ему собираться, заявил, что Перри казался деловитым, но в то же время раздражённым. В какой-то момент он сказал, что хочет «поиметь Левинов и поиметь полицию Нэшвилла», это встревожило Сакса. Сакс позже отметил, что Перри не ответил на его предложение помочь найти Джанет.
Жена Сакса, Дайан, давняя подруга Джанет, также позже дала показания относительно, возможно, обличающего заявления Перри. Она разговаривала с ним по телефону после его переезда в Чикаго. В ходе разговора он неожиданно спросил, подозревает ли она его в убийстве Джанет. Не дождавшись ответа, Перри спросил, какова будет её реакция, если он заявит, что положил тело Джанет на заднее сидение своей машины и уехал; дети спали дома, а он вернулся «как ни в чём не бывало»? После этого Эндрю запретил Перри звонить им.
К тому времени, когда Перри покинул район Нэшвилла, Левины поверили этой истории. Многие друзья Марчей пришли к выводу, что Перри никогда не принимал их предложения помощи и не просил о помощи сам. В итоге полиция объявила, что они квалифицируют дело как убийство, а Перри — главный подозреваемый. После этого дело привлекло внимание местных СМИ. Осенью 1996 года эта новость взбудоражила район Нэшвилла, а преступление стало наиболее резонансным после изнасилования и убийства Марсии Тримбл, случившегося почти 20 лет назад.
Прочёсывая окрестные леса и водоёмы в поисках тела Джанет, полиция задействовала армейские вертолёты и тепловизоры, а также привлекла водолазов и кинологов. Адвокат Перри сообщил, что его клиент больше не будет сотрудничать со следствием и что полиции понадобится ордер на любые последующие обыски его имущества. Подозрения усилились в ноябре, когда Перри не пришёл на отпевание Джанет. Друг семьи сообщил посреднику для уязвимых свидетелей, что, дабы избежать конфузов, Перри не следует посещать Левинов во время шивы (семидневный траур) по их дочери.
В начале 1997 года альтернативный еженедельник Nashville Scene опубликовал статью из двух частей о деле. В ней открывалась новая информация, в частности содержание писем паралегалу Bass Berry и детали смерти матери Перри. В статье излагалась актуальная на тот момент полицейская версия дела: якобы Перри убил Джанет, по всей вероятности, непреднамеренно, возможно, применив захват, который он изучил на каратэ. Тренер рассказал Scene, что Перри мог бы это сделать, поскольку обладал чёрным поясом. Перри подделал список, а затем отогнал Volvo Джанет туда, где автомобиль и был найден, а домой вернулся на горном велосипеде, который взял с собой. Полиция полагала, что он изначально спрятал тело в ковре, который увидела Марисса Муди (но кроме неё, об этом никто не говорил), а затем куда-то вывез, возможно, с помощью своего отца.
Журналисты пришли домой к Перри, чтобы взять интервью для статьи. Он сравнивал себя с Ричардом Джуэллом, которого тем летом ошибочно подозревали в обстреле Столетнего Олимпийского парка. Он сказал, что копит деньги, дабы выкупить у тестя часть дома и вернуться в Нэшвилл, где он мог бы открыть свою юридическую фирму. «Я не позволю одному заблуждающемуся полицейскому, одному мстительному человеку и нескольким жалким журналистам уничтожить то, на строительство чего я потратил годы», — сказал Перри репортёру. Он также пригрозил подать иск о диффамации к бывшей однокурснице из Мичиганского университета (которая обвинила его в том, что он напал на неё), газете The Tennessean (представитель которой сказал в интервью Scene, что ни Перри, ни его адвокат не обвиняли газету в искажении фактов) и Bass Berry. Однако адвокат Перри выразил сомнение, что его клиент перейдёт от слов к делу.
Хотя Лоуренс Левин отказался давать комментарии, Scene сообщила, что он также был уверен: Перри предстанет перед судом за убийство Джанет. Ни один из его друзей или партнёров по работе не говорил об этом. «Ларри можно понять, — сказал не идентифицированный респондент, — все, о чём он может говорить, это уничтожение Перри».

## Гражданские тяжбы
Конфронтация Перри с тестем вылилась в гражданские тяжбы между ними, которые начались вскоре после переезда Перри в район Чикаго. В октябре Перри подал в Суд по завещаниям и наследству округа Дейвидсон заявление, в котором просил назначить его попечителем активов Джанет в её отсутствие. Левины выступили против этого и подали своё собственное заявление (сначала в Семейный суд Теннесси, а затем — в суд округа Кук, штат Иллинойс), требуя разрешения на посещение внуков на правах бабушки и дедушки. Аналогично Перри выступал против. В 2003 году председатель коллегии судей Апелляционного суда Теннесси высказался о деле как о «[31] месяце того, что можно назвать только позиционной войной»; один из судей, оставшийся при особом мнении, указывал на «язвительные отношения сторон в этих разбирательствах».
В ходе судебного разбирательства суд быстро назначил опекуна для защиты имущества Джанет, в то время как стороны разрешили спор. Суд предупредил, что с учётом сложных отношений между сторонами ликвидные активы Джанет вскоре исчерпаются. Если стороны продолжат тяжбу, это заставит суд прибегнуть к продаже личной собственности, которая может представлять особую ценность для сторон. После того, как Перри переехал, суд потребовал от него вернуть некоторые личные вещи Джанет. Левины утверждали, что он частично проигнорировал требование, возвратив лишь часть вещей в повреждённом состоянии. В какой-то момент они заявили, что Перри втайне от них перевёз часть вещей в Хаммонд (Индиана). Как утверждали Левины, он поступил так им назло, поскольку им пришлось самим ехать за вещами. Сначала Перри также отказался дать письменные показания, а затем покинул заседание суда, на котором должен был выступать. Все эти действия квалифицировались как неуважение к суду, с чем Перри изначально не соглашался.
Левины подали ходатайство о посещении внуков в то время, когда Перри переехал с ними в Уилметт. Перри утверждал, что якобы реальной целью Левинов было позволить полиции и/или СМИ опросить Самсона, чего он не хотел допускать. В любом случае, по его словам, мальчик спал, когда Джанет ушла. В октябрьском заявлении по делу Перри в ответ на 15 вопросов (в том числе прямой вопрос, убил ли он свою жену) сослался на пятую поправку к Конституции США, дающую право не свидетельствовать против себя. Это взбудоражило СМИ в Нэшвилле и ещё больше укрепило общественность во мнении, что Перри действительно убийца. При этом отдельными экспертами высказывалась точка зрения, что отказ от дачи показаний — это единственное, что Перри мог сделать в той ситуации.
Другие доказательства, которые позже были использованы против Перри, связаны непосредственно с судебными процессами. В начале 1997 года Кэролин Левин осмотрела дом в Форест-Хилс, после того как Перри перебрался в Чикаго и взял с собой большую часть имущества семьи. В гараже она обнаружила два конверта с логотипом компании, услугами которой пользовалась только Джанет, её имя было написано от руки, оба письма были напечатаны. Это оказались оригиналы писем, которые Перри отправлял паралегалу Bass Berry. После чего Кэролин вызвала полицейских. Они предположили, что, возможно, Джанет узнала об этих письмах, на этой почве у пары произошла ссора, и Джанет потребовала развода той ночью, это и привело к насилию со стороны Перри.
В марте 1999 года назначенный судом семейный адвокат пришла домой к Перри, чтобы опросить его по делу о посещении детей. Она позже дала показания, что в доме не было ни фотографий Джанет, ни других памятных сувениров, с нею связанных, что обеспокоило адвоката. После того, как она подала отчёт об одобрении посещения детей, как она позже утверждала, Перри рассердился на неё и угрожал уехать с детьми в Сингапур.

## Мексика
В конце 1999 года суд разрешил Левинам посещение внуков. Когда они прибыли в Уилметт за детьми, Рон Марч (один из адвокатов своего брата) сказал им, что Перри переехал с ними к своему отцу в Мексику. «Я позвал Перри сюда, потому что ему некуда было идти», — позже объяснил Артур CBS News. В течение недели после переезда Перри познакомился с некой Кармен Рохас, на которой вскоре женился.
Вернувшись в Нэшвилл, Левины внесли поправки в своё заявление относительно имущества Джанет, включив в него обвинение в убийстве против Перри. В поддержку этого они инициировали признание Джанет мёртвой. Перри не явился в суд лично и не нанял адвоката для защиты своих интересов. В итоге заочное решение было вынесено в пользу Левинов. Примечательно, что ранее в том же году Перри лишился адвокатской лицензии за неправомерное поведение (не связанное с его спорами с Левинами), Его обязали заплатить им 113,5 млн долларов, позже он обжаловал решение.

### Попытки Левинов забрать внуков
В мае 2000 года Левины прибыли в Ахихик. Они хотели потребовать, чтобы Перри предоставил им право на посещение. Он и его отец отказались позволить Левинам увидеть внуков, и они уехали обратно в Нэшвилл. Через месяц Левины вернулись. На этот раз у них был мексиканский судебный ордер, и местные власти могли арестовать Перри по обвинению в нарушении сроков пребывания в стране. Впоследствии он смог снять обвинения, но тем временем Левины отправились в детскую школу, опередив Артура Марча, забрали детей в аэропорт и отвезли обратно в Нэшвилл. Право на посещение внуков было ограничено сроком в 39 дней, но они немедленно начали предпринимать шаги по получению постоянной опеки над ними.
Хотя Левины полагали, что действуют в соответствии с законами обеих стран, Перри считал их действия похищением. Два адвоката из Теннесси, которые поддержали Перри, связались с ним и согласились представлять его на безвозмездной основе. Они подали в федеральный суд иск о возвращении детей Перри в Мексику в соответствии с Законом о борьбе с международным похищением детей, последним имплементировалась Гаагская конвенция о гражданско-правовых аспектах международного похищения детей. «Суть в том, что в этом договоре говорится, что вы не можете красть детей и пытаться получить опеку в юрисдикции, куда вы их вывезли», — сказал Перри CBS.
В ответ Левины утверждали следующее: во-первых, они законно опекали внуков после их возвращения в США согласно праву на посещение; во-вторых, обычное место жительства детей в соответствии с Конвенцией находилось в штате Иллинойс, а не в Мексике; в-третьих, решение позволить им снова жить с Перри создаст серьёзный риск нанесения вреда и нарушит права человека и международные свободы. Они также утверждали, что Перри не мог возбудить дело, поскольку он в то время был беглецом от правосудия. Он уехал в Мексику из-за ордеров касательно его явного неуважительного поведения по более ранним делам.
В октябре судья Алета Артур Траугер заняла сторону Перри. По её словам, было доказано, что обычным местом жительства детей в то время была Мексика. Левины полагали, что Перри убил их дочь, и выиграли гражданское дело против него по этим основаниям. Но они никогда не утверждали, что дети были свидетелями убийства, и не доказали, что они могут пострадать под опекой Перри. В то время как Перри действительно получал обвинения в явном неуважении, его поведение не отвечало определению беглеца от правосудия, установленному в прецедентном праве. Поэтому судья решила, что Левины должны вернуть детей Перри после истечения 39 дней.
Траугер прекратила разбирательство по делу, в итоге стороны могли подать жалобу в Апелляционный суд шестого округа США. Левин утверждал, что все тезисы решения были ошибочными; Перри утверждал в своём возражении на жалобу, что у них даже нет права на оспаривание. В марте 2001 года коллегия из трёх судей выслушала устные показания. Марк Левин представлял интересы своих родителей.
Месяц спустя коллегия единогласно оставила в силе решение районного суда. Судья Ричард Фред Сурхейнрих написал, что мнение Траугер было достаточно «обоснованным», чтобы апелляционный суд оставил его в силе в полном объёме. Большая часть его речей была посвящена дополнению предыдущих показаний и упрёкам Левинов. Перри не мог быть беглецом от правосудия, когда переехал в Мексику, писал судья, поскольку обвинения в явном неуважении были выдвинуты после его переезда. Судья отметил, что в основе обвинения в неуважении к Суду по завещаниям был его отказ вернуть Левинам украшенную бисером вечернюю сумку и детское одеяло. Суд признал это «явно незначительными основаниями» для «мстительной попыткой Левинов» лишить Марча возможности выступить в суде. Суд также отметил, что Левины превысили полномочия мексиканского судебного ордера, который позволял им доставить детей лишь до Гвадалахары. Они же забрали их в Нэшвилл, за что Левины и их сын получили обвинение в похищении, по которым мексиканские власти выдали ордер на арест (позднее отменён).

### Отмена приговора по обвинению в убийстве
После того, как дети были возвращены Перри, он вернулся в Мексику, работал консультантом по финансам и бизнесу и вместе с женой открыл кафе. В 2003 году он выиграл ещё один процесс против Левинов, когда Апелляционный суд Теннесси отменил решение об обвинении в убийстве. Двое судей из трёх пришли к выводу, что Левины в изменённом заявлении не представили никаких новых доказательств вины Перри в убийстве Джанет. Поведение Перри не оправдывало вынесение заочного решения против него в этом случае, тем более, что он предложил дать показания, находясь в Мексике, либо по телефону, либо другим способом.
Однако большинство отказало Перри в его ходатайстве об отклонении обвинения в убийстве по существу, поскольку дело было чисто процедурным. Независимый судья утверждал, что большинство слишком узко истолковывало прецеденты, на которые ссылался суд первой инстанции; и что вопрос о возможной смерти Джанет от рук Перри был предметом разбирательства с самого начала. Например, он отметил, что Левинам было запрещено спрашивать об этом Перри в показаниях.

## Арест и тюрьма
Победа Перри в гражданских делах не останавливала полицию. Несмотря на то, что тело так и не нашли, двое детективов из отдела нераскрытых преступлений снова начали изучать исчезновение Джанет. В ходе своей деловой активности в Мексике Перри нажил немало врагов, многие эмигранты из США, которые были его партнёрами по бизнесу, обвиняли его в мошенничестве. Детективы узнали, что в 2001 году Перри пригрозил мексиканскому адвокату и его клиенту, что «он покончит с нами так, как он это сделал со своей женой».
В конце 2004 года двое детективов и прокуроры начали тайно представлять доказательства против Перри большому жюри. Выслушав 59 свидетелей, коллегия предъявила заключение по обвинению в убийстве второй степени с подделкой доказательства и уничтожением трупа. Обвинительное заключение, как и сам процесс, оставалось тайной, в то время как прокуроры работали с Федеральным бюро расследований и мексиканским правительством, чтобы подготовить документы для ареста и экстрадиции Перри.
В августе 2005 года Перри был арестован в своём ресторане, когда он с утра готовился к открытию. Его отвезли в международный аэропорт Гвадалахары и доставили в Лос-Анджелес. После приземления мексиканские власти передали его ФБР, и он был арестован по предъявленным обвинениям. Левины предприняли новую попытку получить полную опеку над внуками и в конечном итоге преуспели.
На самолёте в Нэшвилл Перри сопровождал Пэт Постильоне, один из двух детективов по нераскрытым преступлениям. Перри начал разговаривать с ним, хотя Постильоне напомнил ему, что он не обязан делать это. Перри сказал, что в любом случае хочет поговорить, и сделал некоторые признания по делу. Он сказал детективу, что «пришло время закончить эту главу в моей жизни» и что он готов признать себя виновным, если срок приговора будет не более семи лет. Если такое соглашение с обвинением будет достигнуто, он обещал быть абсолютно честным. Постильоне сказал, что передаст эту информацию в окружную прокуратуру.
«До инцидента с Джанет, — сказал Перри, — я не участвовал в какой-либо другой преступной деятельности». Он спросил, что собой представляет жизнь в тюрьме, какова разница между максимальной и минимальной охраной. Перри также хотел узнать о доказательствах против него и задал вопрос, можно ли квалифицировать преступление как убийство второй степени, если смерть была случайной. Хотя он очень любил Джанет, Перри сказал Постильоне, что СМИ с момента исчезновения изображали её несколько идеалистически.

### Заговор против Левинов
По возвращении в Нэшвилл Перри доставили в окружную тюрьму. В свою первую ночь в тюрьме он начал переговоры с Расселом Фаррисом, другим заключённым, который ожидал суда за покушение на убийство и другие преступления. Сначала Перри задал ему те же вопросы, которые он задал Постильоне о том, как вести себя в тюрьме. Позже он сказал Фаррису, что хочет поговорить с ним наедине, это они смогли сделать через трещину в дверях камеры Фарриса.
По словам Фарриса, Перри предложил ему облигацию, если он взамен убьёт Левинов. Перри надеялся профинансировать облигацию за счёт продажи недвижимости в Мексике. Вторым вариантом был денежный аванс за роман, который он написал в 1997 году, в нём детектив расследовал убийство маленькой темноволосой женщины. Спустя месяц после этих разговоров Фаррис доложил своему адвокату, и они отправились в полицию. Они организовали встречу с Перри, а разговор тайно записали. Перри дал Фаррису номер Артура Марча в Мексике и список кодовых слов, по которым Артур должен был понять, что звонок поручил сделать Перри.
Затем Фаррис был переведён в тюрьму в соседнем округе Уильямсон. В свою очередь, он сказал Перри, что его выпустили. Перри дал ему адрес Левинов на листе бумаги. После передачи правоохранительные органы зафиксировали пять отдельных телефонных разговоров между Фаррисом и Артуром. Марч старший указал ему подходящее время, чтобы пойти к Левинам; сказал, какое оружие использовать и где его взять; посоветовал всё время носить хирургические перчатки и рассказал, как впоследствии добраться до Ахихика.
В итоге Артур отправился в аэропорт Гвадалахары, чтобы встретиться с Фаррисом, который действовал под выдуманным именем. Когда он приехал, агент ФБР, который вёл за ним наблюдение, встретился с ним и сказал, что этот человек был задержан мексиканскими иммиграционными властями. Затем Артур вернулся в Ахихик. Вернувшись в Нэшвилл, Перри снова был арестован. Прокуроры округа Дейвидсон дополнительно обвинили его в двух случаях подстрекательства к совершению убийства, а федеральные прокуроры — в двух случаях сговора с целью совершения убийства. Артур тоже обвинялся в совершении таких же преступлений федеральными властями, но оставался в Мексике, официально будучи беглецом от правосудия. Он утверждал, что имела место провокация преступления, и пообещал, что будет препятствовать любой попытке экстрадировать его.

### Изобличающие заявления других заключённых
После того, как Фарриса перевели, Перри познакомился с Корнелиусом Кингом, другим заключённым из соседней камеры. Он говорил с Кингом о своих детях и о жизни в Мексике. В одном из разговоров, как заявил позже Кинг, Перри рассказал ему, что на самом деле произошло с Джанет в ночь её исчезновения.
Джанет обвиняла Перри в неверности; она сказала, что собирается развестись и «забрать всё». Перри не хотел этого, и в итоге началась драка. Перри в конечном счёте ударил Джанет по голове гаечным ключом и заявил, что уничтожил тело, спалив его и развеяв пепел над озером, поэтому был бы оправдан.
Камера другого заключённого, Рено Мартина, также была рядом с камерой Перри. Он вспомнил, что однажды Перри вернулся с одного из слушаний по опеке над детьми явно обеспокоенным. Смутившись, что ему снова придётся иметь дело с Левинами, Перри воскликнул: «Это должны были быть они, о ком нужно было позаботиться вместо…» — затем внезапно остановился. Мартин вспомнил, что после этого Перри побледнел.

## Судебное рассмотрение
Перри имел судимость ещё до начала рассмотрения дела об убийстве. В апреле 2006 года он был признан виновным в растрате 23 000 долларов фирмы своего тестя, это случилось за два года до того, как Джанет исчезла. Два месяца спустя, в июне, он был осуждён по обвинениям в сговоре и подготовке к убийству.
Ещё через два месяца, спустя почти десять лет после исчезновения Джанет, начался процесс Перри. Чтобы избежать последствий досудебной огласки в районе Нэшвилла, присяжные были отобраны из Чаттануги, округ Гамильтон, затем их отправили в Нэшвилл и взяли под охрану на время слушания дела. Прокуроры представили в основном косвенные улики против Перри, дополненные некоторыми экспертными выводами и заявлениями Перри в ходе общения с детективом Постильоне, мексиканским адвокатом, соседями по тюрьме и семьёй Саксов. Рукопись его романа, написанного по мотивам убийства, также была приобщена к материалам дела.
Муди, Гольдшмид и Бирда давали показания о том, что они видели в доме Марча утром. Кэролайн Левин рассказала о семейных проблемах супружеской пары, о планах вместе с Джанет посетить адвоката по разводам и о жалобах Перри, что Джанет разрушила его жизнь. Соседка Джанет по комнате в колледже (которая познакомила её с Перри, а затем переехала в Нэшвилл и занялась медициной) рассказала присяжным, что Перри угрожал ей после того, как она дала интервью СМИ. Также, по её словам, Джанет никогда не ставила машину на стоянку задом.
Обвинение представило нескольких свидетелей, дабы убедить жюри, что Перри сам привёз Volvo в жилой комплекс. Работник авиакомпании заявил, что он вернулся с работы около часа ночи и увидел удивлённого Перри, который ехал мимо на горном велосипеде. Владелец велосипедного магазина объяснил, что горный велосипед можно перевозить в седане благодаря специальной кнопке, которая позволяет снять переднее колесо. Он также сказал, что грязное пятно на полу Volvo на фотографиях, сделанных снаружи автомобиля, оставила велосипедная шина. Наконец, дилер Volvo, который продал машину Марчам, сказал, что она рассчитана на погрузку стандартного горного велосипеда с удалённым передним колесом.
Другой детектив сослался на результаты лабораторных тестов, которые показали, что митохондриальная ДНК в волосах с заднего сидения Volvo соответствовала образцам, полученным с расчёски Джанет. Его показания дополнил судебно-медицинский эксперт ФБР, который проанализировал образцы волокон с заднего сидения Jeep Перри. Они соответствовали волокнам ковра, а их цвета совпадали с теми, которые упомянула Марисса Муди, рассказывая о свёрнутом восточном ковре.
Жюри была продемонстрирована видеозапись показаний Артура Марча, арестованного в январе. Он заключил соглашение о признании вины в сговоре для приготовления к убийству, ему полагался сокращённый срок заключения в обмен на предоставление доказательств против его сына. Он сказал, что думал об убийстве Левинов по крайней мере с 2002 года: «Они были лжецами, они были политическими животными, которые использовали её связи с еврейской мафией и его связи с Демократической партией, чтобы получить то, что они хотели» — эта фраза вызвала у Левинов смех. Он был не высокого мнения об их дочери, назвав её «типичной … еврейско-американской принцессой … Всё, чего бы она ни хотела, если она в этом нуждалась, она шла к отцу. Насколько мне известно, Перри был там для виду».
Однако Артур подтвердил, что Перри убил её той ночью, и сказал, что выбросил жёсткий диск компьютера в лесу по приказу Перри. После этого он впервые озвучил подробности того, что было сделано с телом. Спустя несколько недель после убийства Перри привёз его в лесистую местность на северной окраине города, на участок площадью 40 гектаров. Он рассказал Артуру, где спрятал мешок с телом, а затем отъехал. Артур нашёл его, по его словам, весил он около 23—27 кг. Он принёс тело обратно в машину Перри, затем они поехали на север в Боулинг Грин, Кентукки, где переночевали в мотеле. Пока Перри спал, Артур взял свой джип и поехал на другую сторону города. Когда рассвело, он отказался от своего первоначального плана бросить тело в ручей, так как ни один из водотоков не был достаточно глубоким. Вместо этого он спрятал сумку, одежду Джанет и её скелетные останки на большом участке низкорослого кустарника. Когда прокуроры привезли его в Боулинг Грин уже после заявления о признании вины, он не смог найти местонахождение кустарника, но тем не менее они убедились в достоверности его слов.
Стратегия защиты Перри базировалась в основном на оспаривании правдивости показаний Кинга. Некоторые из надзирателей тюрьмы округа Дейвидсон свидетельствовали о том, что он жаловался на призраков в своей камере и проблемы с сантехникой. Возможно, он угрожал Перри и отбирал его еду. Его последним доказательством была видеозапись интервью, которое Самсон Марч дал телевизионной станции в 2000 году. В нём он заявил, что мать вошла в его комнату и поцеловала его на прощание, когда уходила; а затем он увидел, как она махала ему, уезжая.
Относительно видеоролика дали показания три человека. Воспитатель Самсона из детского сада при Университетской школе в Нэшвилле засвидетельствовала, что 27 августа он выглядел подавленным, несмотря на то, что это был его день рождения и первый день учёбы. Когда она поинтересовалась причиной, он сказал, что ему грустно, так как его мать уехала две недели назад, а он с ней так и не попрощался. Адвокат, которая обеспечивала защиту интересов детей в деле об установлении опеки, дала показания со слов сына Перри. Самсон сказал ей, что в ночь исчезновения его матери он слышал из своей спальни крики родителей, и, когда он проснулся, его мать исчезла. Кэролин Левин возразила и засвидетельствовала, что мальчик не рассказывал ей об отъезде матери, а из окна своей спальни он мог увидеть лишь крышу автомобиля.

### Осуждение и приговор
Судебное рассмотрение продолжалось неделю. 17 августа, через десять лет и два дня после первых подозрений Перри, присяжные по итогам десяти часов обсуждений пришли к единому мнению. Они признали его виновным по всем обвинениям. Левины выразили благодарность полиции и прокурорам; адвокаты Перри пообещали подать апелляцию, поскольку доказательств против Перри было недостаточно. Хотя они признали, что записанные на плёнку разговоры между Артуром, Перри и Фаррисом, были очень веским доказательством.
Через три недели он был признан виновным по всем статьям, по которым был осуждён. Ни Перри, ни Левины не сделали никаких заявлений на слушании, хотя Марк Левин зачитал запись. Перри получил в общей сложности 56 лет тюрьмы. Пятилетнее наказание за кражу поглощено более строгим наказанием в виде 24 лет за сговор и подготовку убийства, а также 32 года за само убийство.
В тот же день Перри был осуждён, его отец — приговорён. Артур заключил соглашение о признании вины, его адвокаты и федеральный прокурор сошлись на том, что он отбудет срок в 18 месяцев, затем его освободят досрочно и назначат более длительный испытательный срок. Однако судья отклонил это соглашение в пользу наказания в виде пяти лет лишения свободы. Три месяца спустя, 21 декабря, Артур умер в медицинском центре федеральной тюрьмы в Форт-Уэрте, штат Техас.

## Апелляции
Перри и его адвокаты, как и обещали, обжаловали приговор в Апелляционный суд по уголовным делам Теннесси. Их главная претензия заключалась в том, что суд первой инстанции не должен был учитывать как надлежащие доказательства записи разговоров Перри и Постильоне в самолёте, Перри и Фарриса, его отца и Фарриса. Все эти доказательства, как утверждал Перри, были получены с нарушением его прав, предусмотренных пятой и шестой поправками к Конституции: лицо не должно принуждаться свидетельствовать против себя и имеет право на правовую помощь. В то время Перри уже было вынесено обвинение, он находился под арестом, и его сопровождала полиция.
Он утверждал, что его принуждали к разговору с Постильоне, а его заявления были сделаны под давлением. Он также на тот момент не отказался от своего права на адвоката. И даже в противном случае, добавил он, разговоры в основном касались урегулирования дела и, следовательно, считались неприемлемыми доказательствами в соответствии с правилами доказывания Теннесси.
Его беседы с Фаррисом в основном, по словам Перри, были о планах убийства Левинов. За это преступление на тот момент ему не было предъявлено обвинение, поэтому эти разговоры были приемлемым доказательством только в судебном разбирательстве по обвинению в подготовке убийства. Но заявления относительно убийства Джанет в ходе этих разговоров не должны признаваться такими, так как они были сделаны без присутствия адвоката. Прецеденты, на которые ссылался суд первой инстанции, чтобы приобщить к делу доказательства, по словам Перри, были позднее отменены решением того же Апелляционного суда первого округа (который создал эти прецеденты) в деле США против Бендера. Он также утверждал, что разговоры были приобщены в первую очередь для того, чтобы очернить его, без какого-либо отношения к обвинению.
В дополнение Перри также утверждал, что распространение информации о письмах паралегалу Bass Berry, её показаний и текста его неопубликованного романа, наносят ему значительный ущерб, который намного перевешивает их пользу для дела. Кроме того, он отрицал законность приостановки срока давности в отношении побочных обвинений, связанных с убийством Джанет, на время его нахождения в Мексике. Он утверждал, что это препятствовало его свободе передвижения и защите прав, поскольку норма применима только к нерезидентам. Наконец, он сказал, что, даже если ни одна из ошибок суда первой инстанции сама по себе не является достаточным поводом для отмены приговора, их общий эффект был значительный.

### Апелляционный суд Теннесси
Апелляционный суд по уголовным делам Теннесси слушал это дело в 2010 году. В начале следующего года он высказал своё мнение в поддержку осуждения. Судья Роберт Вудолл высказал единогласное мнение коллегии судей.
По вопросу о разговоре Перри с Постильоне суд установил, что факты разговора опровергают все претензии Перри по нарушению его конституционных прав. Детектив ясно сказал Перри, что он не обязан ничего говорить ему о преступлении; Перри ответил, что как адвокат он знает свои права. Кроме того, в качестве доказательства было предъявлено более раннее заявление Перри в деле о посещении, где он более десятка раз ссылался на своё право не свидетельствовать против себя, предусмотренное пятой поправкой. Тем самым апелляционному суду было доказано, что он знал о своём праве на момент разговора. Суд отметил, что Перри описал ситуацию так: «Два парня ведут сердечный разговор». Отсылка Перри к правилам доказывания не была принята, поскольку они относятся только к гражданским делам.
Суд счёл существенными записи бесед Перри с Фаррисом, поскольку они могли помочь определить личность убийцы Джанет. Был проделан масштабный анализ различных прецедентов на уровне штатов и на федеральном уровне в делах, где полиция получила инкриминирующие заявления от заключённых под стражу обвиняемых. В этих делах информаторы или следователи под прикрытием планировали с заключёнными преступления. Собранная информация помогала улучшить доказательную базу по находящимся на рассмотрении делам против них. Вудолл повторил тезисы Верховного суда США в деле Макнила против Висконсина, что право на адвоката (шестая поправка) применимо к конкретному правонарушению. Оно не может применяться к заявлениям Перри о судьбе Джанет, сделанным в разговоре с Фаррисом по поводу убийства Левинов, поскольку два преступления не были достаточно тесно связаны.
Кроме того, дело Перри отличалось от дела, которое он привёл для сравнения. В его случае не было доказательств того, что правительство инициировало расследование для получения инкриминирующих заявлений по обвинениям, за которые он был заключён под стражу. И даже если разговор с Постильоне и записи по заговору об убийстве нарушили его конституционные права, апелляционный суд отметил, что эти доказательства составили лишь небольшую часть общего материала обвинения. Если бы они были отклонены, рассудительные присяжные всё же могли бы признать Перри виновным на основании подавляющих косвенных доказательств, исключив судебную ошибку.
Аргументы Перри о нарушении конституционных прав суд также признал неубедительными. Письма паралегалу Bass Berry и её показания прямо говорили о возможном мотиве Перри на совершение преступления. Тем более, что защита не возражала против заявления Перри, когда в 1996 году он сказал, что выплаты не были основной проблемой в его отношениях с Джанет. Кроме двух или трёх предложений, добавил Вудолл, письма не были откровенно вульгарными. Что касается рукописи романа, защита не возражала против её предоставления суду, поэтому отказалась оспаривать этот момент.
Суд также отклонил заявления Перри по поводу приостановления сроков давности. В деле, которое он упомянул в качестве прецедента, Верховный суд Теннесси отменил обвинение в невыплате алиментов жителя Техаса, который никогда не был и тем более не жил в Теннесси. Суд счёл отсылку неуместной, поскольку, в отличие от этого человека, Перри совершил преступления в Теннесси, а затем покинул штат. Верховный суд США в деле Джонс против Хелмса оставил в силе приостановления сроков давности в аналогичном случае с невыплатой алиментов, когда обвиняемый покинул своё первоначальное место жительства, как и Перри. В общем заинтересованность штата в преследовании преступников позволяет обременять право на передвижение путём приостановления сроков. Оно применяется ко всем, кто совершил преступление в Теннесси, а затем покинул штат, независимо от того, жил ли он в Теннесси. Кроме того, Перри не предоставил никаких доказательств того, что приостановление сроков нанесло ему ущерб.
В итоге Перри проиграл суд по всем спорным аспектам дела. В июле 2011 года ему было отказано в праве обжаловать дело в Верховный суд Теннесси.

### Ходатайство о хабеасе в федеральный суд
Не имея дополнительной возможности обжалования в суде штата, Перри обратился в федеральный суд. В своей камере в Северо-Восточном исправительном комплексе рядом с Маунтин Сити он написал заявление о применении хабеас корпус и подал его в Суд Восточного округа Теннесси в Ноксвилле. Вскоре дело перевели в суд Среднего округа, территориальная подсудность которого охватывает Нэшвилл.
Дело слушал недавно назначенный судья Кевин Х. Шарп. По сравнению с предыдущей апелляцией Перри добавил некоторые аргументы касательно обвинения в сговоре и подготовке к убийству. Во-первых, согласно обвинительному заключению, Перри и Артур сговорились об убийстве Левинов. Но факты, представленные на этом процессе, касались заговора Перри с другим заключённым, действовавшим в качестве информатора, что не могло привести к осуждению за сговор. Во-вторых, инструкция присяжным в этом судебном разбирательстве также позволила им осудить Перри за сговор с информатором в значительной степени из-за действий Артура и Фарриса. В-третьих, в своих показаниях Лоуренс Левин обвинил Перри в ранее совершённых преступлениях, за которые тот не понёс наказания, — это должно было расцениваться как нарушение процессуальной формы. В-четвёртых, общий эффект вышеперечисленных ошибок нарушил его право на справедливый суд.
В другом ходатайстве, связанном с его осуждением за убийство, он сосредоточился на нарушениях конституционных прав. Речь шла о его разговоре с Постильоне на самолёте и о заявлениях, связанных со смертью Джанет, сделанных в канун убийства. Он утверждал, что Апелляционный суд Теннесси ошибся, предположив, что он начал разговор в самолёте. Также он утверждал, что, находясь под арестом на воздушном судне, он по сути был в состоянии принуждения.
В июне 2013 года Шарп отклонил оба ходатайства, изложив свои рассуждения в двух длинных правовых позициях, которые широко цитировали решение Апелляционного суда Теннесси. В то время как Марч действительно исчерпал свои средства правовой защиты на уровне штата, отметил Шарп, суд в ходе пересмотра решения был ограничен положениями Закона о борьбе с терроризмом и эффективными смертными казнями 1996 года. Согласно этому закону, он мог отменить решение суда штата, только если он применил федеральный закон необоснованно или явно ошибочным способом.

#### Дело о сговоре и подготовке к убийству
Шарп повторил вывод Апелляционного суда Теннесси о том, что Перри и Артур вступили в сговор и что личность любого фактического убийцы не была предметом доказывания в этом деле. Этот вывод, по его словам, не противоречил никаким федеральным законам или прецедентам. Верховный суд никогда не требовал, чтобы штаты предъявляли обвинение подозреваемому в уголовных преступлениях, а фактическое отклонение между обвинительным заключением и представленным делом не было критичным для осуждения.
В своей апелляции на уровне штата Перри не смог должным образом поднять вопрос об инструкциях присяжных, писал Шарп, поэтому этот вопрос не брался во внимание в ходе рассмотрения ходатайства о хабеасе. Но даже в противном случае, судья продолжил, он бы не счёл проблему достаточно весомой, чтобы решить дело в пользу Перри. «Инструкции присяжных, возможно, не были образцом ясности и, возможно, послужили, чтобы запутать жюри, [но] спорное решение суда штата основывалось главным образом на вопросах права штата, определяющих элементы преступлений, в которых обвинялся Марч, что этот Суд не в праве пересматривать постфактум».
Аналогично Перри не указал на нарушение процессуального права в суде штата как на причину обжалования, так что этот аргумент также был отклонён. Опять же, Шарп объяснил, почему он, скорее всего, не удовлетворил бы эту часть ходатайства, если бы мог рассмотреть её по существу. Перри не показал очевидной значимости нарушения процессуальной формы, требуемой в соответствии с законодательством штата, и федеральное законодательство в любом случае не рассматривало это нарушение как достигнувшее уровня нарушения конституционного права.
Наконец, вслед за Апелляционным судом Теннесси, Шарп обнаружил, что, поскольку неправильного применения норм права не было, закон позволял ему сделать вывод об отсутствии совокупной ошибки. Он также отказал Перри в свидетельстве на обжалование, но напомнил ему, что он всё ещё может получить его от Апелляционного суда шестого округа, который имеет апелляционную юрисдикцию в отношении федеральных судов штата Теннесси.

#### Дело об убийстве
На следующий день Шарп сформулировал ещё одно длинное постановление, поддерживающее приговор об убийстве. В протоколе судебного заседания ясно было установлено, что Перри начал разговор с Постильоне, и судья не нашёл ни одного прецедента, который признавал бы состоянием принуждения нахождение под арестом и транспортировку в ожидании суда. Таким образом, нарушения пятой поправки не было.
Однако суд согласился с Перри в том, что его право на адвоката было нарушено, поскольку до разговора ему не зачитали его права согласно правилу Миранды. Апелляционный суд Теннесси неоправданно предположил, что Перри полностью осознавал свои права в силу того, что когда-то был практикующим адвокатом. «Любой, кто смотрит криминальные шоу по телевидению, скорее всего, будет так же осведомлён, как и Марч о своём праве на адвоката, но настоящий Суд не знает ни о каком исключении из требования о том, чтобы обвиняемому было дано предупреждение Миранды, прежде чем он откажется от своего права на адвоката, последнее относится только к юристам или тем, кто смотрел больше, чем изрядную часть „Закона и порядка“».
Кроме того, Шарп решил не соглашаться с Апелляционным судом Теннесси, который не обнаружил нарушения шестой поправки в том, что Перри начал разговор, а Постильоне заявил, что это не официальный допрос. По словам Шарпа, апелляционный суд штата следовал правильным прецедентам, но применял их необоснованно. Он провёл различие этих дел от дела Перри, заметив, что во всех них обвиняемые были должным образом проинформированы о своих правах. Однако, как заключил Апелляционный суд Теннесси, этот факт не был решающим, поскольку в деле было достаточно других убедительных доказательств.
Что касается бесед с заключёнными, Шарп подробно растолковал прецеденты, на которые ссылался Апелляционный суд Теннесси. Суд посчитал, что дело США против Бендера, на которое ссылался Перри, было более схожим с делом Перри, чем полагал Апелляционный суд Теннесси. Но в конечном итоге суд согласился с заключением о том, что в этом случае право Перри на адвоката не было нарушено. Апелляционный суд Теннесси цитировал дела Верховного суда Массиа против США и Мэн против Мултона, оба дела касались попыток правоохранителей использовать агентов под прикрытием или информаторов для получения инкриминирующих сведений от обвиняемого. Факты дел несколько отличались от дела Перри, но не в значительной степени. И опять же, разговоры в тюрьме были лишь одним из многих доказательств.
Аналогично Шарп не нашёл доказательств совокупной ошибки, потому что он обнаружил только одно нарушение и оно было несущественным. Однако, отклонив ходатайство, он предоставил свидетельство об обжаловании в связи с обнаруженным им нарушением шестой поправки. До конца года Перри подал апелляцию.

### Федеральная апелляция
В коллегию по этому делу были назначены трое окружных судей: Эрик Л. Клей, Деймон Кит и Дэвид Маккейг. В июне 2014 года, основываясь на протоколе и предыдущих решениях, они приняли собственное решение, оставив в силе постановление районного суда.
Мнение коллегии изложил Кит, коллегия рассматривала только вопросы нарушения шестой поправки в разговоре с Постильоне и беседах с заключёнными. Судьи не занимались самостоятельным анализом, просто приняв во внимание аргумент о том, что право Перри на адвоката было нарушено. Тем не менее, они присоединились к мнению предыдущих судов, что обнаруженное нарушение было несущественным относительно других весомых доказательств.
Коллегия больше всего говорила о беседах в тюрьме. В конечном итоге коллегия согласилась с предыдущими судами, что приобщение записей к делу было незначительной ошибкой в силу других весомых доказательств. Однако суд отошёл от предыдущих решений, установив, что использование в суде заявлений из записанных бесед между Перри и Фаррисом было нарушением его права на адвоката.
Предыдущие суды ошиблись в применении дела Макнил и последующих прецедентов к делу Перри, писал Кит. Уже обвинённые Массиа и Мултон, от которых пытались тайно добиться изобличающих заявлений, скорее, были под надзором. Факты дела Бендера были наиболее близки к обстоятельствам дела Перри.

Было ясно, что допрос Марча о заговоре с целью убийства правоохранителями привёл бы к тому, что Марч сделал бы изобличающие заявления в отношении обвинения в убийстве, которое ему уже было предъявлено. Марч имел право на адвоката, который выступал бы в качестве посредника, если бы правоохранители планировали использовать показания в деле об убийстве … мы делаем вывод о том, что использование его заявлений по первоначальному делу об убийстве было нарушением его права шестой поправки на адвоката.

В деле Бендера правоохранители проявили неспособность разделить расследование одного возможного в будущем преступления от расследования другого преступления, в котором уже было вынесено обвинение. В итоге суд первого округа поддержал решение районного суда не учитывать такого рода доказательства в продолжающемся суде над обвиняемым. Однако Верховный суд никогда не рассматривал такое дело, и в соответствии с Законом о борьбе с терроризмом суд шестого округа мог не пересматривать вывод о том, что права Перри не были нарушены.
Перри привёл ещё один возможный аргумент в апелляции, который коллегия рассмотрела в примечании. Согласно видеозаписи показаний Артура, он заявил, что сумка со скелетными останками Джанет весила примерно 23—27 кг, в то время как эксперт штата сказал, что кости будут весить не более 7 кг. Перри сказал, что было допущено нарушение «правила физических фактов», согласно которому показания свидетелей, которые противоречат научным фактам или естественным принципам, могут быть проигнорированы присяжными.
Поскольку Перри не возражал против этого заявления в суде, суд мог бы рассмотреть его только как простую ошибку. Кит заметил, что коврик, который видела Марисса Муди, не фигурировал в деле, за исключением образцов волокна; и Артур также засвидетельствовал, что в мешке были не только кости. Таким образом, он сказал, что присяжные могли основательно объяснить несоответствие, предположив, что в сумке могли быть и другие предметы.

### Ходатайство о пересмотре дела
У Перри была ещё одна возможность оспорить решение. Позже в том же году он рассказал WTVF в Нэшвилле, что планирует подать в Верховный суд ходатайство о пересмотре дела: «Я невиновен и надеюсь, что система будет работать так, как должна». Однако в июне 2015 года Верховный суд отклонил ходатайство без комментариев, исчерпав право Перри на оспаривание.

## Последствия
Все гражданские тяжбы в конечном итоге были разрешены. Ещё до начала рассмотрения дела Перри об убийстве Апелляционный суд Теннесси оставил в силе решение Суда по делам несовершеннолетних от 2005 года, по которому Левины временно опекали детей. Суд по завещаниям принял решение взыскать компенсацию в размере 220000 долларов с брата и сестры Перри за присвоение имущества Джанет, Перри привёз его в Чикаго, а затем перебрался в Мексику. Решение было оставлено в силе после подачи апелляции в следующем году. Позже в 2008 году Апелляционный суд Теннесси подтвердил обвинение Перри в краже, но сократил срок за преступление до трёх лет, согласившись, что его права на адвоката были нарушены (приговор был ужесточён на основании факта, не определённого присяжными).
В настоящее время Перри отбывает наказание в исправительном комплексе округа Морган рядом с Вортбургом. Он добровольно проводит время в тюремной юридической библиотеке, помогая другим заключённым с их жалобами. В 2014 году он сказал репортёрам WTVF, что он всё ещё поддерживает связь со своей дочерью Ципорой, которая стала медсестрой; однако он не общается со своим сыном Самсоном (теперь инженер) с момента заключения под стражу. Он получит право на условно-досрочное освобождение в 2038 году.
После того, как Перри был осуждён, Лоуренс и Марк Левины разработали проект изменений в законы Теннесси, чтобы исправить коллизии, выявленные ими в ходе тяжб с Перри в семейном суде. Они расширили права на посещение бабушки и дедушки и позволили судьям лишать родительских прав людей, которые понесли уголовную или гражданскую ответственность за смерть другого родителя. После того, как проекты были внесены в законодательный орган Теннесси, они быстро были приняты обеими палатами с единодушной поддержкой. Марк позже указал на этот опыт, когда успешно баллотировался в Палату делегатов штата Вирджиния в 2015 году.
В память о Джанет в её честь была названа художественная галерея в Еврейском общинном центре Гордона в Нэшвилле.